# Папченко, Александр Иванович
Алекса́ндр Ива́нович Па́пченко (род. 4 октября 1960, Привокзальное, Сумская область, Украинская ССР) — советский и российский писатель, сценарист.

## Биография
Родился в 1960 году в поселке Привокзальное Сумской области УССР в семье Ивана Афанасьевича Папченко и Лидии Даниловны Кондратенко. Отец оставил семью, а мать, Лидия Даниловна, была больна туберкулёзом. Фактически опекуном Александра был его дедушка. Семья жила очень бедно, и в 1965 году Александра сдали в детдом города Ахтырки.
С 1967 года Александр жил и учился в школе-интернате города Шостки Сумской области. Мать лечилась неподалёку, в тубдиспансере посёлка Воронежский. В эти годы опекунство над Сашей, по просьбе матери, оформила её дальняя родственница, Антонина Никитична Хвист, которая жила в поселке Ямполь. Здесь, в Ямполе, Александр Иванович проводил все выходные, каникулы и праздники. Александр Иванович вспоминает Антонину Никитичну с теплотой; впоследствии он посвятил ей книгу «Заячьи побасенки». Мать умерла, когда Саше исполнилось десять лет.
В 1977 году Александр окончил школу-интернат и поступил в кинотехникум в Ростове-на-Дону. Одновременно с учёбой он подрабатывал киномехаником в кинотеатре «Спутник» в парке имени Вити Черевичкина.
В 1980 году был призван служить железнодорожных войсках Красной Армии. Проходил службу в Чернигове и в Карелии. Демобилизовавшись в 1982 году, Александр вернулся в Ямполь. Работал в химчистке, оттуда перевёлся на местный завод в ремонтную бригаду, потом в кинотеатр «Салют» — киномехаником.
Весной 1984 года Александр переехал в Свердловск и устроился на Свердловскую киностудию. Вначале работал дольщиком (толкал тележку с кинокамерой), потом супер-механиком на документальных фильмах снимавшихся на киностудии, на хронике «Советский Урал», на научно-популярных фильмах. Работал с режиссёрами Б. В. Кустовым, В. И. Макеранцем, С. Мирошниченко, и прочими. Затем работал ассистентом оператора, вторым оператором на художественных фильмах.
Художественные фильмы, в съёмках которых А. Папченко принимал участие:
1. «Один и без оружия» 1984 г. (Реж. В. Хотиненко, оператор Б. Шапиро).
2. «Рябиновые ночи» 1984 г. (Реж. О. Кобзев, оператор Виктор Осенников).
3. «Золотая баба» 1985 г. (Реж. О. Кобзев, оператор Г. Майер).
4. «Залив счастья» 1987 г. (Реж. В. Лаптев).
5. «Команда 33» 1987 г. В этом фильме А. Папченко снялся в роли рядового Порохни. (Реж. Н. Гусаров, оператор Г. Майер).
6. «Горький можжевельник» 1986 г. (Реж. Б. Халзанов).

В 1987 году принят в штат СГТРК телеоператором.
В 1997 год вышла первая книжка Александра Папченко — сборник повестей и рассказов «Принцип Портоса или последний свидетель» (ISBN 5-7525-0481-3). В этом же году Папченко был принят в Союз российских писателей. .
В 2005 году Александр уволился с телевидения и стал «свободным художником»..

## Награды и премии
- 1988 год — Победитель в читательском конкурсе рассказ года, с рассказом «Большой и маленький» ж-л «Парус». г. Минск.
- 2002 год — Лауреат фестиваля «Я вхожу в мир искусств» г. Белгород с пьесой для ребят «Место встречи или шанс»
- 2003 год — Лауреат фестиваля «Всероссийского конкурса пьес для профессиональных детских и юношеских театров, где играют дети», проводимого Министерством образования РФ, за пьесу для ребят «Место встречи или шанс».
- 2006 год Премия «Аэлита» за повесть «Сокровище призрака» (В дальнейшем повесть называется «Жил-был принц») опубликованной в ж\ле «Уральский следопыт» 2005 г. № 8, 9: Фоторепортаж о награждении можно посмотреть и прочесть сообщение на форзаце обложки в ж\ле «Уральский следопыт» № 6 (588), за 2006 год. Премию вручает гл. редактор журнала М. Фирсов.
- 2007 год — Лауреат «Международной литературной премии Владислава Крапивина» за повести «Две пригоршни удачи» и «Жил-был принц».[3].
- 2008 год — Стипендия в области культуры, правительства Свердловской области.
- 2008 год — Лауреат литературного конкурса «Мой Урал» г. Москва за рассказ «Город-мальчик».
- 2008 год — Анимационный фильм «Ну, вот ещё!» лауреат конкурсной программы фестиваля анимационных фильмов «Суздаль-2008».
- 2009 год — Лауреат Международного литературного конкурса «Чеховского общества» — Tshechow — Gesellschaft e.V. «Перекресток 2009» г. Дюссельдорф Германия. Номинация «Литература для детей и юношества» за сказку «Про Егорку, Бармалейку и черта».
- 2010 год — Грамота Министерства культуры Свердловской области, за большой вклад в развитие литературы для детей и юношества на Урале.
- 2016 год — Лауреат Литературной премии Уральского федерального округа за вклад в развитие литературы для детей и юношества[4].

## Сценарии и пьесы
- Сценарий полнометражного художественного фильма «Крестная мать». Свердловская киностудия Реж. И. Резников Игорь Резников. 1990 г. (Сценарий законтрактован)
- Сценарий полнометражного художественного фильма «Кузнечик», Свердловская киностудия. Реж. А. Меньшиков. Ред. Леонард Толстой, 1993 г. (Сценарий законтрактован).
- Сценарий сюжета «Я тащусь…». Детский юмористический киножурнал «Ералаш». Вып. № 113.[10]. 1996 г. КИНОСТУДИЯ: — Ералаш-Лэнд. (Режиссёр — В. Панжев В ролях: — Вася Жуков, Маша Ступникова, Доро Норазмавлиев Хронометраж: — 2 м 26 сек)
- Сценарий клипа песни Михаила Евдокимова «В стороне от бетонных развязок…» 98 г. (Сценарий законтрактован)
- Сценарий анимационного фильма «Записки аниматора»[11]. Режиссёр Сергей Айнутдинов. Студия «Аттракцион». 2001 г. (операторы Екатерина Смирнова, Л. Нагарных, композитор Сергей Сидельников)
- Сценарий фильма «Мальчик.ру» ООО студия «А-фильм» — 2002 г. Продюсер В. И. Хижнякова (Сценарий законтрактован)
- Сценарий анимационного фильма «Ну, вот ещё!»[11]. Режиссёр Сергей Айнутдинов. Студия «ПИЛОТ». 2007 г. Проект «Гора самоцветов». (художник постановщик Н. Грофпель, композитор С. Сидельников, оператор В. Денисов, продюсер И. Капличная, руководитель проекта А. Татарский)
- Сценарий анимационного фильма «Сказка про солдатскую дочку и волшебное пугало»[11]. Киностудия «Снега»[12], 2007 г. (продюсер И. Снежинская, режиссёр Е. Скаридов, художник — постановщик Е.Тушкова, монтаж О. Таланцева, оператор В. Денисов)
- Сценарий художественного фильма «Капкан для влюбленного кролика». 2008 г. «Компания 29 февраля». Продюсер Д. Воробьёв. (Сценарий законтрактован)
- Сценарий шестисерийного анимационного фильма, по мотивам сказов Павла Петровича Бажова «Синюшка и Огневушка» 2019 г. «Компания 29 февраля» Продюсер Д. Воробьёв. (Сценарий законтрактован)
- Сценарий анимационного фильма «Шигирский идол» 2019 г. Режиссёр Сергей Айнутдинов Студия «Аттракцион» (Сценарий законтрактован)
- Сценарий художественного фильма «Последний свидетель». 2019 г. Продюсер Пачина Н. В. (Сценарий законтрактован)
- Пьеса одноактная «Металлургические комплексы Урала» 1998 год
- Пьеса «Все напряжение любви» (другое назв. «Крест»). Литературный и исторический мультимедиа-журнал «Уральская галактика». № 2. 1999 г.
- Пьеса для детей среднего-старшего возраста «Место встречи или шанс» — 2002 г.
- Детективная пьеса «Капкан для влюбленного кролика». 2005 год.
- Пьеса «Остров сокровищ» по одноимённому роману Р. Л. Стивенсона — 2012 г.
  - Постановка «Ноябрьский Городской театр». реж. И. Сывороткин. Премьера 3 июня 2025 г.

## Педагогическая деятельность
В 2009 году, при помощи художника и программиста Ю. Б. Курзановой, по инициативе А. И. Папченко в городе Екатеринбурге был создан интернет-ресурс «Детский литературный портал „Сокровища Папча“». На его площадке опубликовано несколько тысяч прозаических и поэтических произведений на русском и украинском языках, написанных детьми России, Украины, Белоруссии, Израиля, Германии и т. д.
С порталом активно сотрудничал детский писатель В. П. Крапивин. Несколько лет портал транслировал интервью с ним. За это время В. П. Крапивин ответил на 527 вопроса мальчишек и девчонок из многих городов и стран.
Также портал работал с драматургом Николаем Колядой, художником по костюмам Ольгой Гусак, писателями Галиной Малик, Светланой Лавровой, Натальей Игнатовой, Борисом Долинго, Олегом Раиным, продюсером Д. Воробьевым, поэтом Дмитрием Сиротиным, издателем Еленой Кухарской, орнитологом Луговым Алексеем Евгеньевичем и другими.
Сотрудничал с руководителем детской творческой организации «МАЛиЖ» В. Ф. Тарчинцем и его детской газетой «Созвездие».
Детский интернет-портал «Сокровища Папча» работает в режиме детской самоорганизации, стремясь по мере возможности адаптировать методики А. С. Макаренко, В. П. Крапивина к интернет-пространству.